# Lucia Šoralová
Lucia Šoralová (* 9. ledna 1977, Bratislava, Československo) je slovenská zpěvačka.
Od svých sedmnácti let zpívala ve slovenském folklórním souboru Lúčnica. Tři roky poté absolvovala konkurz do české verze muzikálu Vlasy v Praze v Divadle Pyramida. Rok studovala na Vysoké škole pedagogické – obor speciální pedagogika a necelé tři roky studovala zpěv na Konzervatoři Jaroslava Ježka v Praze. Kvůli roli Lorraine ve slovenské verzi muzikálu Dracula se přestěhovala zpět do Bratislavy. Zde si později zahrála Agnes v muzikálu Krysař a Ofélii v Hamletovi. V Praze, kde momentálně žije, má na kontě další muzikálové role v Johance z Arku a Miss Saigon. V současnosti ztvárňuje Anežku v muzikálovém dramatu Daniela Landy Tajemství.

## Osobní život
Jejím manželem je od 7. ledna 2017 Ondřej Soukup, s nímž má dceru Rebeku a syna Ondřeje.

## Diskografie
- 2002 Zblízka
- 2005 Púšť
- 2012 O lásce, cti a kuráži, s Michalem Horáčkem